# خار گاومیش
خار گاومیش (نام علمی: Ziziphus mucronata) نام یک گونه از سرده کنار است.